# Lothar Schmidt (General)
Lothar Schmidt (* 10. Dezember 1949 in Hahnenbach; † 15. April 2020 in Ellenz-Poltersdorf) war ein deutscher Offizier zuletzt im Dienstgrad eines Brigadegenerals der Bundeswehr. Er war von 2006 bis 2011 General Flugsicherheit.

## Leben
Am 1. Juli 1970 trat Lothar Schmidt in die Bundeswehr ein. Nach der militärischen Grundausbildung und der Offizierausbildung an der Offizierschule der Luftwaffe in Neubiberg folgte seine fliegerische Ausbildung in den Vereinigten Staaten. Schmidt wurde auf den Flugzeugmustern Cessna T-37, Northrop T-38 und Lockheed F-104 „Starfighter“ geschult. Nach dem Abschluss der fliegerischen Ausbildung wurde er beim Jagdbombergeschwader 33 eingesetzt. Dort fand er bis 1984 Verwendung als Starfighter-Pilot, Ordonnanzoffizier und Einsatzstabsoffizier bei der 1. Staffel.
Es folgte eine Verwendung als Dezernent für Übungen im Luftflottenkommando in Köln und von 1988 bis 1989 die Ausbildung zum Offizier im Generalstabsdienst an der französischen Militärakademie in Paris. Im Jahr 1992 wurde er Kommandeur der Fliegenden Gruppe des Jagdbombergeschwaders 31 und von 1995 bis 1998 führte er das Jagdbombergeschwader 33 als Kommodore. Daran anschließend folgten mehrere Verwendungen in höheren Kommandobehörden, NATO-Stäben und dem Bundesministerium der Verteidigung. 
Im Juni 2006 erfolgte seine Berufung zum General Flugsicherheit in der Bundeswehr unter gleichzeitiger Beförderung zum Brigadegeneral. Zum 1. Januar 2012 trat Schmidt in den Ruhestand.